# Arrondissement di Narbona
L'arrondissement di Narbona è un arrondissement dipartimentale della Francia situato nel dipartimento dell'Aude, nella regione Occitania.

## Storia
Fu creato nel 1800 sulla base dei preesistenti distretti.

## Composizione
L'arrondissement è composto da 82 comuni raggruppati in 9 cantoni:
- cantone di Coursan
- cantone di Durban-Corbières
- cantone di Ginestas
- cantone di Lézignan-Corbières
- cantone di Narbona-Est
- cantone di Narbona-Ovest
- cantone di Narbona-Sud
- cantone di Sigean
- cantone di Tuchan